# Incident 228
L'incident 228 (del 28 de febrer de 1947 a Taiwan) (xinès : 二二八事件 ; pinyin : èrèrbā shìjiàn) va ser una revolta popular contra el govern de Taiwan, que va ser brutalment reprimida pel Kuomintang, aleshores al poder, causant la mort de desenes de milers de civils entre el 28 de febrer de 1947 i els dies següents. Actualment marca la commemoració del Dia de La Pau a Taiwan.
L'espurna que va fer esclatar el conflicte va ser la confiscació de cigarretes de contraban quan la nit del 27 de febrer de 1947 uns agents del monopoli de tabacs van requisar el que tenia Lin Jiang Mai, una vídua de 40 anys. A més se li van endur els diners malgrat que ella els pregava que no ho fessin perquè eren els seus estalvis. La van ferir amb un cop de pistola al cap i, quan una munió de gent s'acostà als agents, aquests van disparar i van causar una víctima mortal. La indignació entre la població de Taiwan, irritada per la corrupció, la mala gestió de les autoritats de l'illa i els privilegis de la minoria pertanyent a l'ètnia han, va provocar una revolta de grans dimensions que va ser reprimida de manera sagnant pel governador general Chen Yi amb l'excusa que es tractava d'un aixecament de caràcter comunista. Les estimacions sobre el nombre de víctimes varien de 10.000 a 30.000 morts, a part de desapareguts i empresonats, molts dels quals pertanyien a les elits taiwaneses. La repressió va durar uns quants mesos i va ser seguida pel període denominat del “Terror Blanc”, que s'inicià amb la declaració de la llei marcial el 1949 —sovint associant-ne l'inici amb aquest incident del 1947— i s'allargà fins a finals dels 80, principis els 90.

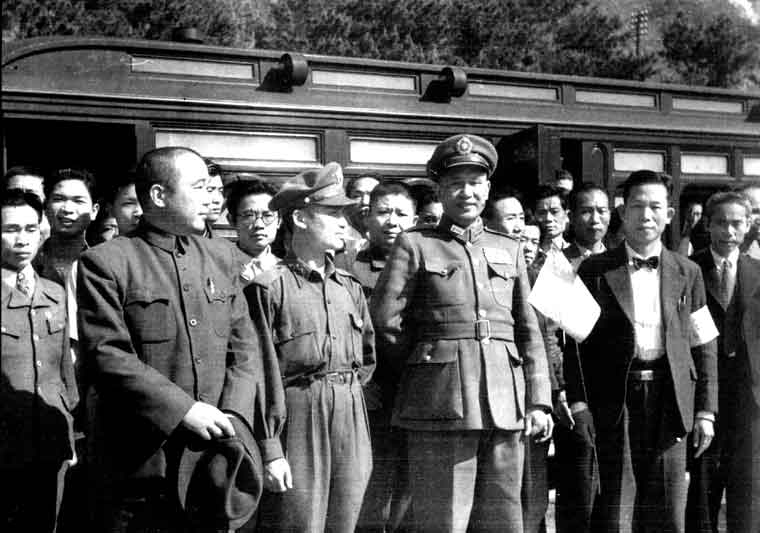
Chung-xi Bai, ministre de Defensa del Kuomintang, visita Taiwan després dels fets.

Sobre aquest incident va haver-hi un mur de silenci i només s'ha pogut tractar quan es va instaurar la democràcia a Taiwan. El 1995 el president Lee Teng-hui va demanar disculpes a les víctimes per a les quals hi ha diversos monuments dedicats a la seva memòria, entre els quals destaca la campana commemorativa erigida a Taipei i que les autoritats fan sonar cada 28 de febrer, la data establerta com a Dia de la Pau.
Aquests esdeveniments van dividir la població taiwanesa i en l'actualitat encara és una qüestió que genera una gran controvèrsia. Per exemple, el 2017 la presentació del llibre de l'historiador acadèmic Chen Yi-shen sobre el tema es va interrompre per les baralles entre els assistents.